# Methesis semirufa
Methesis semirufa là một loài nhện trong họ Corinnidae.
Loài này thuộc chi Methesis. Methesis semirufa được Eugène Simon miêu tả năm 1896.